# Государственный социально-гуманитарный университет
Государственный социально-гуманитарный университет (ГСГУ) — высшее учебное заведение, расположенное в Коломне, Московская область. Основан в 1920 году.

## История
История педагогического образования в Коломне восходит к XVII в., когда в городе действовала духовная семинария, готовившая не только священнослужителей, но и учителей. Среди её воспитанников — митрополит Московский и Коломенский Филарет (Дроздов) (1782—1867).
После её закрытия в 1805, в городе было создано Коломенское уездное училище, преобразованное в двухклассное, а затем (с 1896) трёхклассное городское училище. Его окончили профессор Московской духовной академии, основатель первой московской общедоступной газеты «Современные известия» Никита Петрович Гиляров-Платонов, известные коломенские меценаты Кисловы и экономист и статистик академик Янжул, Иван Иванович (1896—1914).
В последней четверти XIX в. открылась женская гимназия (с 1899 г. им. А. С. Пушкина). Выпускницы её последнего — педагогического — класса получали право работать учителями в начальной школе.
В 1920 году, когда на базе учительских курсов был открыт Коломенский педагогический техникум, преобразованный в 1937 году в Коломенское педагогическое училище, которое просуществовало до 1941 года. В 1939 г. на базе училища образуется Коломенский учительский институт, ставший в 1953 году Коломенским педагогическим институтом. Наконец, в марте 2000 года он был переименован в Коломенский государственный педагогический институт. В 2010 году институт был переименован в Московский государственный областной социально-гуманитарный институт.
Постановлением Правительства Московской области от 22 апреля 2015 года № 281/15 Московский государственный областной социально-гуманитарный институт был реорганизован в форме присоединения к нему двух колледжей и переименован в Государственный социально-гуманитарный университет с двумя филиалами: в г. Зарайске — Зарайский педагогический колледж и в г. Егорьевске — Колледж педагогики и искусства.

## Структура
В университете 12 факультетов, готовящих квалифицированные кадры более чем по 27 специальностям:
- Факультет математики, физики, химии, информатики (Бывш. Физико-математический);
- Факультет истории, управления и сервиса (Бывш. Исторический);
- Юридический факультет;
- Филологический факультет;
- Экономический факультет;
- Социально-психологический факультет;
- Педагогический факультет;
- Технологический факультет;
- Факультет физической культуры и спорта;
- Факультет иностранных языков;
- Факультет дополнительной педагогической специальности;
- Факультет повышения квалификации и профессиональной переподготовки.

Действует аспирантура по 17 направлениям; проводится работа по реорганизации диссертационного Совета (лицензированию Совета по защите докторских диссертаций в области Истории и Литературоведения). На 33 кафедрах работают более 40 докторов наук и профессоров. Более 60 % преподавателей имеют ученые степени и звания. К работе в ГСГУ регулярно привлекаются иностранные специалисты. Университет успешно участвует в исследовательских проектах, поддерживаемых Российским гуманитарным научным фондом, Российским фондом фундаментальных исследований, Правительством РФ, Министерством образования Московской области. Проводятся всероссийские научные конференции, зачастую с международным участием.

## Ректоры
- Профессор Д. Е. Аксёнов (1913—1988) стал первым ректором педагогического института в 1953—1970 годах. Дмитрий Егорович сумел существенно развить институт: с 2 факультетов и 800 студентов в 50-х годах до 6 факультетов и более 2000 студентов в 1969 г., открылась аспирантура, функционировавшая до 1978 г., построен целый педгородок, где институт размещается и сейчас.
- Профессор П. Е. Кряжев (1914—1993) возглавлял вуз в 1970—1985 годах. В это время в институте работал факультет повышения квалификации преподавателей педагогических училищ (по физическому воспитанию и труду).
- Профессор Б. Д. Корешков (1940—2003) руководил КГПИ в 1985—2003 годах. Институт получил государственный статус, возникли новые факультеты, возобновила работу аспирантура, был построен новый учебный корпус.
- Профессор А. Б. Мазуров (1970—2024) руководил КГПИ, МГОСГИ и ГСГУ с 2004 года по 2019 год. Специалист по археологии средневекового города, автор монографии «Средневековая Коломна в XIV — первой трети XVI вв.», один из основателей Коломенского археологического центра.
- Профессор Ж. К. Леонова — действующий ректор ГСГУ с 2019 года.

## Вестник Государственного социально-гуманитарного университета
Вестник Государственного социально-гуманитарного университета (Вестник ГСГУ) — рецензируемый научный журнал.
Основан в 2006 году как Вестник Московского государственного областного социально-гуманитарного института (Вестник МГОСГИ). С 2018 года — современное название. Выходит в трёх рубриках («История и археология», «Экономика» и «Языкознание») четыре раза в год на русском и английском языках.
Редакционная коллегия:
- главный редактор — доктор экономических наук, доцент Ж. К. Леонова;
- заместители главного редактора — доктор физико-математических наук, доцент С. П. Хэкало и доктор филологических наук, доцент И. Н. Политова;
- ответственный секретарь — С. Н. Мироненко;
- Рубрика «История и археология»: доктор исторических наук, доцент П. В. Галкин; доктор исторических наук, профессор Д. В. Дук; доктор исторических наук, профессор Д. В. Ковалёв; доктор исторических наук Д. В. Лисейцев; доктор исторических наук, профессор А. Б. Мазуров; доктор исторических наук, доцент А. И. Минаев; доктор исторических наук, профессор В. Н. Никулин; доктор исторических наук, профессор Н. П. Таньшина; доктор философии по истории доцент Хорвотх Чобо Сандор; доктор исторических наук, доцент В. Ж. Цветков;
- Рубрика «Экономика»: доктор экономических наук профессор Н. А. Восколович; доктор экономических наук, профессор В. Г. Доброхлеб; доктор экономических наук, доцент Ж. К. Леонова; кандидат психологических наук, адъюнкт-профессор Лиля Сухоцка; доктор гуманитарных наук, профессор Марек Соколовски; доктор экономических наук, доцент Е. И. Медведева; доктор экономических наук, доцент Е. И. Столярова; доктор экономических наук А. А. Шабунова; доктор экономических наук, профессор А. В. Ярашева;
- Рубрика «Языкознание»: доктор филологических наук, доцент Н. А. Ахренова; доцент Гоу Циэхун; доктор филологических наук, профессор Д. О. Добровольский; доктор филологических наук, доцент М. А. Дубова; кандидат филологических наук, доцент Н. В. Жданович; профессор Ласло Комлоши; доктор наук Лора Ими-Пьери; доктор филологических наук, профессор Мартин Дальмас; доктор филологических наук, доцент И. Н. Политова; доктор филологических наук, профессор С. Г. Тёр-Минасова; Цзи Сяоцзюнь; доктор филологических наук, доцент Чжоу Хайянь